# Дълбинна психология
Дълбинната психология е общ термин, който се свързва с всеки психологически подход изследващ дълбинните (фините или несъзнателни части) на човешката психика. Това включва изследване и интепретация на сънища, комплекси и архетипи и съдържа в себе си всяка психология, която работи с концепцията за несъзнателното.
В практиката дълбинната психология търси да разкрие скритите мотиви като подход към различни душевни болести с убеждението, че разкриването на тези мотиви съществено лекува. Тя търси дълбоките пластове, скрити зад поведенческите и когнитивни процеси.
Началната работа и развитието на теориите и терапиите от Зигмунд Фройд, Карл Юнг, Алфред Адлер и Ото Ранк, които стават познати като дълбинна психология, водят до три перспективи в днешните времена:
- Психоаналитична: Мелани Клайн и Доналд Уиникът (наред с други) – Теория на обектните отношения
- Адлерианска: Индивидиуалната психология на Адлер
- Юнгианска: Аналитичната психология на Юнг и Архетипната психология на Джеймс Хилман.